# Carinodes tepanecus
Carinodes tepanecus là một loài tò vò trong họ Ichneumonidae.